# Marie Déa
Marie Déa (17 de mayo de 1912 – 1 de marzo de 1992) fue una actriz teatral, cinematográfica y televisiva de nacionalidad francesa.

## Biografía
Su verdadero nombre era  Odette Alice Marie Deupès, y nació en Nanterre, Francia.
Tras estudiar derecho, hizo cursos de teatro, empezando su carrera artística interpretando pequeños papeles. En 1939 rodó Nord-Atlantique, de Maurice Cloche, cinta con la cual se dio a conocer al público.
Marie Déa falleció en París, Francia, en 1992, a causa de un incendio.

## Filmografía

### Cine
| - 1938 : La Vierge folle, de Henri Diamant-Berger - 1939 : Nord-Atlantique, de Maurice Cloche - 1939 : Pièges, de Robert Siodmak - 1940 : Documents secrets, de Léo Joannon - 1940 : Finance noire, de Félix Gandera - 1941 : Premier bal, de Christian-Jaque - 1941 : Histoire de rire, de Marcel L'Herbier - 1942 : Le journal tombe à cinq heures, de Georges Lacombe - 1942 : Les Visiteurs du soir, de Marcel Carné - 1943 : Secrets, de Pierre Blanchar - 1945 : Impasse, de Pierre Dard - 1945 : Les Atouts de Monsieur Wens, de E.G de Meyst - 1947 : Rouletabille joue et gagne, de Christian Chamborant - 1948 : Rouletabille contre la dame de pique, de Christian Chamborant - 1949 : 56 rue Pigalle, de Willy Rozier - 1949 : La Maternelle, de Henri Diamant-Berger - 1949 : Aventuras de Juan Lucas, de Rafael Gil - 1950 : Orphée, de Jean Cocteau - 1951 : Caroline chérie, de Richard Pottier | - 1952 : Ouvert contre X, de Richard Pottier - 1956 : OSS 117 n'est pas mort, de Jean Sacha - 1959 : La Jument verte, de Claude Autant-Lara - 1960 : Tendre et violente Élisabeth, de Henri Decoin - 1961 : L'assassin est dans l'annuaire, de Léo Joannon - 1963 : Le Glaive et la Balance, de André Cayatte - 1963 : Vacaciones para Yvette, de José María Forqué - 1965 : Les Ruses du diable, de Paul Vecchiali - 1967 : Le Cinéma du diable, documental de Marcel L'Herbier - 1975 : Mariage, de Claude Lelouch - 1975 : Le Bon et les Méchants, de Claude Lelouch - 1977 : L'Homme pressé, de Édouard Molinaro - 1977 : Armaguedon, de Alain Jessua - 1977 : Les Petits Câlins, de Jean-Marie Poiré - 1979 : Subversion, de Stanislav Stanojevic |

### Televisión
- 1959 : Les Cinq Dernières Minutes, n° 11, de Claude Loursais
- 1964 : L'Abonné de la ligne U, de Yannick Andréi
- 1971 : Prière pour Éléna, de Abder Isker
- 1974 : La Folie des bêtes, de Fernand Marzelle
- 1977 : La Famille Cigale
- 1977 : Au théâtre ce soir : L'Archipel Lenoir, de Armand Salacrou, escenografía de René Clermont, Teatro Marigny

## Teatro
- 1937 : Fausto, de Goethe, escenografía de Gaston Baty, Teatro Montparnasse
- 1938 : Femmes, de Clare Boothe, escenografía de Jane Marnac, Teatro Pigalle
- 1945 : Un ami viendra ce soir, de Yvan Noé y Jacques Companeez, escenografía de Jean Wall, Théâtre de Paris
- 1950 : Oncle Harry, de Thomas Job, escenografía de Jean Marchat, Théâtre royal du Parc
- 1951 : Oncle Harry, de Thomas Job, escenografía de Jean Marchat, Teatro Antoine
- 1954 : Mon mari et toi, de Roger Ferdinand, escenografía de Louis Ducreux, Teatro des Célestins
- 1969 : Pigmalión, de George Bernard Shaw, escenografía de Pierre Franck, Teatro des Célestins
- 1985 : Les Acteurs de bonne foi, de Marivaux, escenografía de Jean-Claude Penchenat, Teatro du Campagnol
- 1988 : Le Théâtre du Campagnol fête Marivaux, en el Bicentenario de la muerte de Marivaux, escenografía de Jean-Claude Penchenat, Teatro de la Piscine de Chatenay-Malabry